# The Daily Tar Heel
The Daily Tar Heel (DTH) är en oberoende studenttidning vid University of North Carolina at Chapel Hill. Den grundades den 23 februari 1893 och blev en dagstidning 1929. Tidningen fokuserar på universitetsnyheter och sport, men den inkluderar också omfattande täckning av Orange County och North Carolina. År 2016 gick tidningen från att tryckas fem dagar i veckan till fyra, vilket minskade tisdagsutgåvorna. År 2017 började tidningen att tryckas endast måndag, onsdag och fredag. Allt redaktionellt innehåll övervakas av studentredaktörer och en frivillig studentpersonal på cirka 230 personer. Det är den största nyhetsorganisationen i Orange County.

## Historia

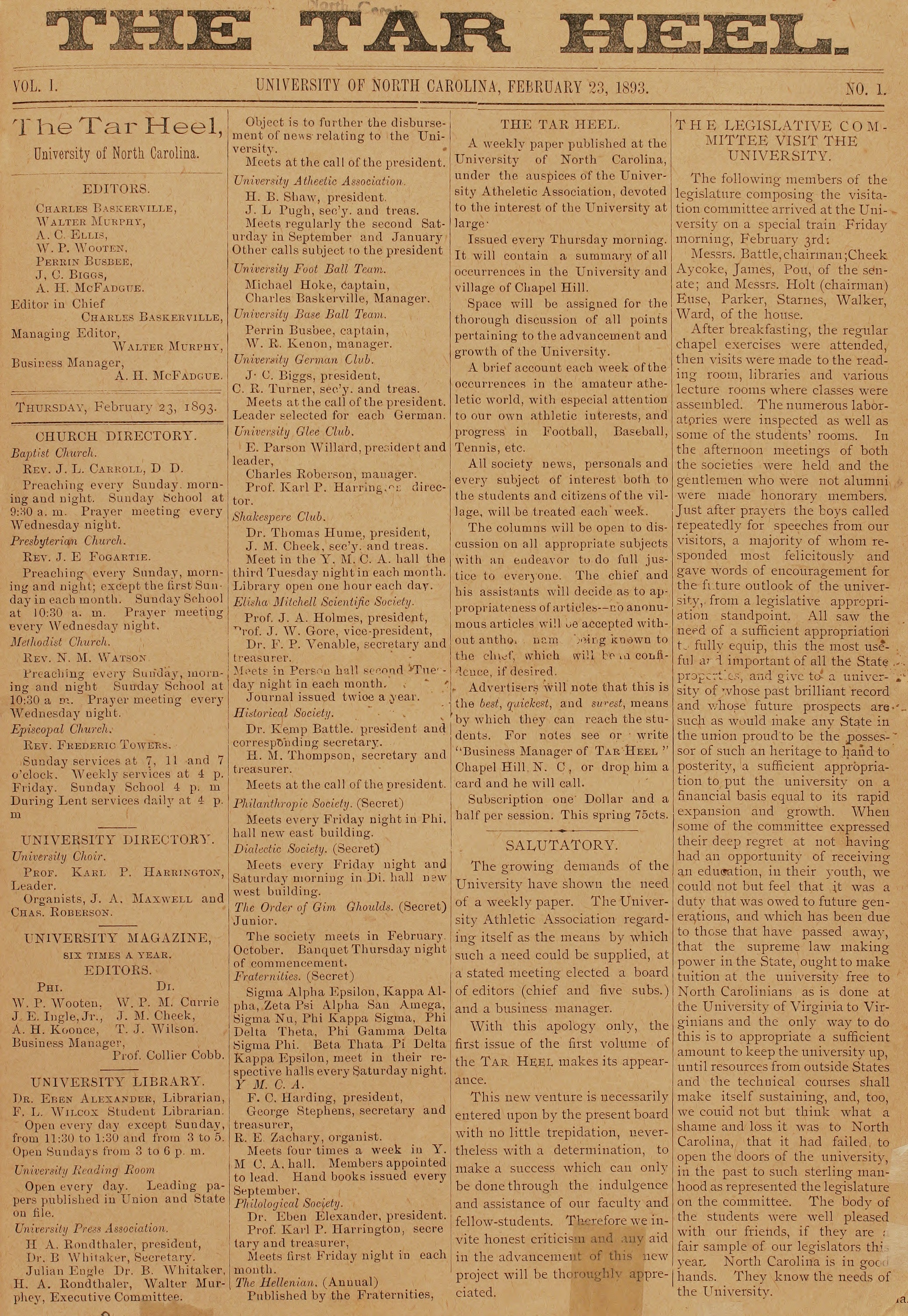
Första sidan av första numret av The Tar Heel, senare döpt till The Daily Tar Heel

Tidningen publicerades första gången den 23 februari 1893 som en veckosidad tabloid med namnet The Tar Heel. Det syftade till att främja "den grundliga diskussionen om alla punkter som rör universitetets utveckling och tillväxt." Den finansierades av campusidrottsföreningen och lade stor vikt vid campusidrott och grekisk livsstil, och hade 250 prenumeranter.
Daily Tar Heel trycks i ungefär 10 000 gratiskopior till mer än 225 distributionsplatser över hela campus och i det angränsande samhället - Chapel Hill, Carrboro, Chatham och Durham. Webbplatsen Dailytarheel.com har i genomsnitt 11 400 unika besökare per skoldag. Intäkterna från reklam genereras genom en studentdriven reklampersonal.